# 杭州地铁5号线
杭州地铁5号线，是杭州地铁系统中第4条投入运营的线路，标识色为■青蓝色。线路全长56.21公里，西北起余杭区老余杭镇，东南至萧山区杭州南站以东姑娘桥板块，大致呈西北-东南走向，穿越余杭区、西湖区、拱墅区、上城区、滨江区、萧山区共计6个市辖区。线路由杭港地铁运营，目前有14座换乘站，为杭州地铁线网内换乘点最多的一条线路。
线路首通段为良睦路站至善贤站，于2019年6月24日开通；后通段为金星站至良睦路站及善贤站至姑娘桥站，其大部分于2020年4月23日开通，火车南站站于同年6月30日开通，宝善桥站于2022年4月1日开通，南湖东站则于2025年1月1日开通。

## 线路简介

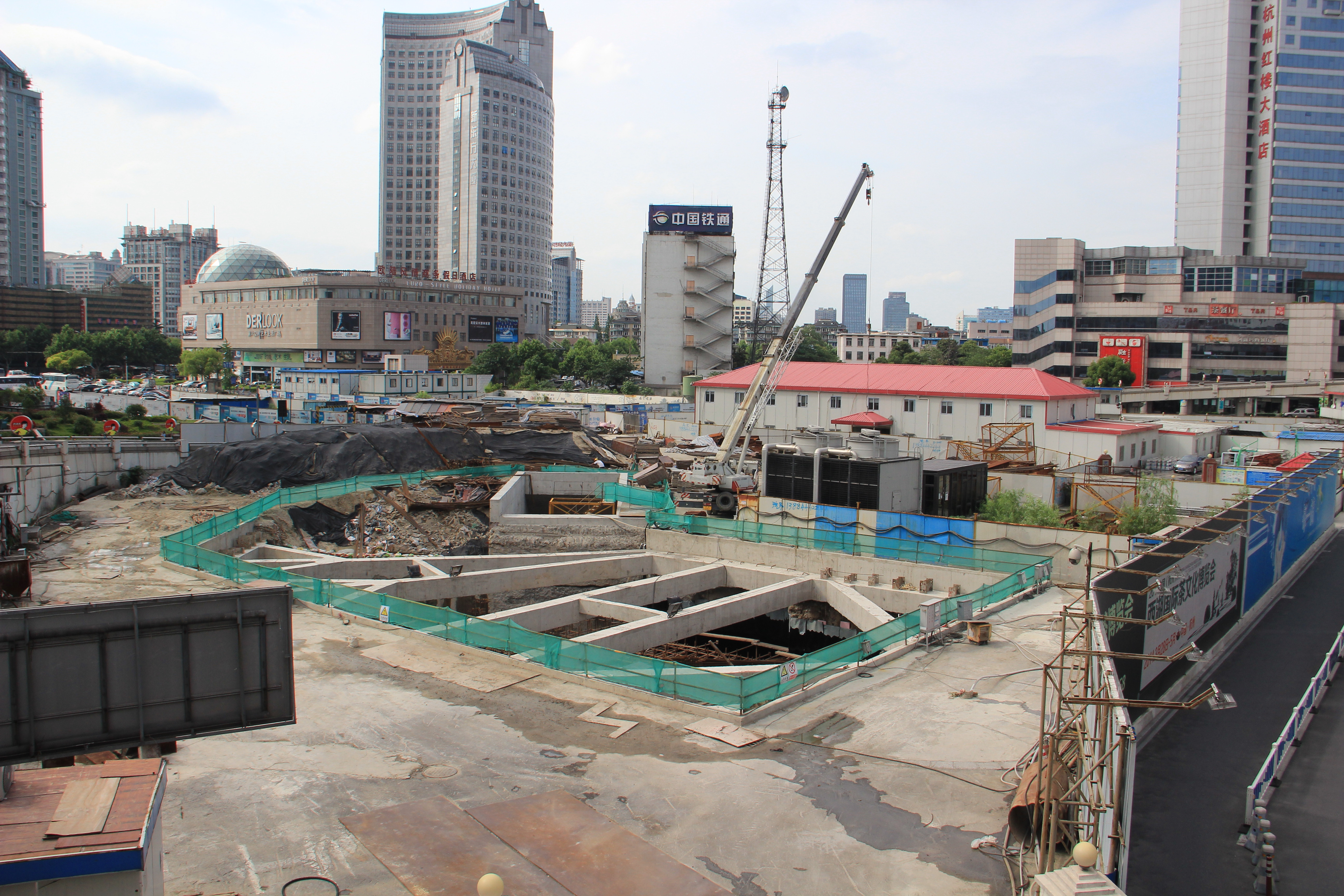
5号线城站站基坑

杭州地铁5号线西起余杭区的南湖东站，经凤新路、文二西路、水乡北路、创景路、余杭塘路、萍水（东西）街至桥西地区，再经西文街、东新路、建国北路、建国中路到城站，再沿江城路、飞云江路过江后沿长河路向南，折向东至滨康路、金城路，最终经过杭州南站，终点为姑娘桥站。线路全长56.21公里，设车站40座，全为地下线。五常设一座五常车辆基地，萧山设一座姑娘桥停车场。控制中心利用杭州地铁1号线的七堡控制中心。
该线为轨道交通次干线，它连接1、2、3三条主干线，以便把主干线上的客流运送到更远的地区。
杭港地铁将参与该线路的运营，作为其拓展计划的一部分。港铁公司于2016年5月递交为期二十五年的「公私合營」特许经营权标书，并于2017年6月26日与杭州市人民政府签订地铁5号线PPP项目特许协议。根据协议，杭港地铁将负责5号线的机电设备工程部分的投资以及线路落成通车后25年的营运管理和维护。

## 站点简介

### 线路数据
- 营运里程：南湖东-姑娘桥：56.21km[5]
- 站数：40
- 轨距：1435mm
- 动力电源：1500V接触网供电
- 双线区间：全线
- 电气化区间：全线
- 地下区间：全线
- 最长区间：南星桥-长河，长2720米。[17]
- 最短区间：育才北路-通惠中路，长726米

### 车站信息
| 区段     | 站名       | 里程 （千米） | 换乘路线                 | 所在地 | 站台形式       | 启用日期      |
| -------- | ---------- | ------------- | ------------------------ | ------ | -------------- | ------------- |
| 二期调整 | 南湖东     | 0.42          | —                        | 余杭区 | 地下二层岛式   | 2025年1月1日  |
| 二期调整 | 金星       | 2.45          | —                        | 余杭区 | 地下二层岛式   | 2020年4月23日 |
| 二期     | 绿汀路     | 5.04          | █ 3号线 █ 16号线         | 余杭区 | 地下二层宽岛式 | 2020年4月23日 |
| 二期     | 葛巷       | 6.79          | —                        | 余杭区 | 地下二层岛式   | 2020年4月23日 |
| 一期     | 创景路     | 7.66          | █ 19号线                 | 余杭区 | 地下二层岛式   | 2020年4月23日 |
| 一期     | 良睦路     | 8.97          | —                        | 余杭区 | 地下二层岛式   | 2019年6月24日 |
| 一期     | 杭师大仓前 | 9.98          | █ 12号线（在建）         | 余杭区 | 地下二层岛式   | 2019年6月24日 |
| 一期     | 永福       | 10.91         | —                        | 余杭区 | 地下二层岛式   | 2019年6月24日 |
| 一期     | 五常       | 12.82         | —                        | 余杭区 | 地下二层岛式   | 2019年6月24日 |
| 一期     | 蒋村       | 15.09         | —                        | 西湖区 | 地下二层岛式   | 2019年6月24日 |
| 一期     | 浙大紫金港 | 15.88         | —                        | 西湖区 | 地下二层岛式   | 2019年6月24日 |
| 一期     | 三坝       | 18.16         | █ 2号线                  | 西湖区 | 地下三层岛式   | 2019年6月24日 |
| 一期     | 萍水街     | 19.63         | —                        | 拱墅区 | 地下二层岛式   | 2019年6月24日 |
| 一期     | 和睦       | 20.71         | █ 10号线                 | 拱墅区 | 地下二层岛式   | 2019年6月24日 |
| 一期     | 大运河     | 22.39         | —                        | 拱墅区 | 地下二层岛式   | 2019年6月24日 |
| 一期     | 拱宸桥东   | 24.01         | —                        | 拱墅区 | 地下二层岛式   | 2019年6月24日 |
| 一期     | 善贤       | 25.17         | █ 3号线                  | 拱墅区 | 地下二层岛式   | 2019年6月24日 |
| 一期     | 西文街     | 26.18         | —                        | 拱墅区 | 地下二层岛式   | 2020年4月23日 |
| 一期     | 东新园     | 27.33         | —                        | 拱墅区 | 地下二层岛式   | 2020年4月23日 |
| 一期     | 杭氧       | 28.96         | —                        | 拱墅区 | 地下二层岛式   | 2020年4月23日 |
| 一期     | 打铁关     | 29.86         | █ 1号线 █ 15号线（在建） | 拱墅区 | 地下三层岛式   | 2020年4月23日 |
| 一期     | 宝善桥     | 31.49         | —                        | 拱墅区 | 地下三层岛式   | 2022年4月1日  |
| 一期     | 建国北路   | 32.30         | █ 2号线                  | 拱墅区 | 地下三层岛式   | 2020年4月23日 |
| 一期     | 万安桥     | 33.43         | —                        | 上城区 | 地下二层岛式   | 2020年4月23日 |
| 一期     | 城站       | 34.51         | █ 1号线                  | 上城区 | 地下三层岛式   | 2020年4月23日 |
| 一期     | 江城路     | 35.26         | █ 7号线                  | 上城区 | 地下二层岛式   | 2020年4月23日 |
| 一期     | 候潮门     | 36.69         | —                        | 上城区 | 地下二层岛式   | 2020年4月23日 |
| 一期     | 南星桥     | 37.92         | █ 4号线                  | 上城区 | 地下三层岛式   | 2020年4月23日 |
| 一期     | 长河       | 40.64         | █ 6号线                  | 滨江区 | 地下二层岛式   | 2020年4月23日 |
| 一期     | 聚才路     | 42.38         | —                        | 滨江区 | 地下二层岛式   | 2020年4月23日 |
| 一期     | 江晖路     | 43.61         | █ 18号线（在建）         | 滨江区 | 地下二层岛式   | 2020年4月23日 |
| 一期     | 滨康路     | 45.54         | █ 1号线                  | 滨江区 | 地下三层岛式   | 2020年4月23日 |
| 一期     | 博奥路     | 46.80         | —                        | 萧山区 | 地下二层岛式   | 2020年4月23日 |
| 一期     | 金鸡路     | 47.72         | █ 15号线（在建）         | 萧山区 | 地下二层岛式   | 2020年4月23日 |
| 一期     | 人民广场   | 48.95         | █ 2号线                  | 萧山区 | 地下三层岛式   | 2020年4月23日 |
| 一期     | 育才北路   | 50.05         | —                        | 萧山区 | 地下二层岛式   | 2020年4月23日 |
| 一期     | 通惠中路   | 50.77         | —                        | 萧山区 | 地下二层岛式   | 2020年4月23日 |
| 一期     | 火车南站   | 52.63         | █ 绍兴城际线             | 萧山区 | 地下三层岛式   | 2020年6月30日 |
| 一期     | 双桥       | 53.77         | —                        | 萧山区 | 地下二层岛式   | 2020年4月23日 |
| 一期     | 姑娘桥     | 56.03         | █ 绍兴1号线              | 萧山区 | 地下一层岛式   | 2020年4月23日 |

### 启用顺序表
| 区段          | 启用日期      | 长度    | 启用车站数 | 工程名称 |
| ------------- | ------------- | ------- | ---------- | -------- |
| 良睦路 — 善贤 | 2019年6月24日 | 16.20km | 12         | 首通段   |
| 金星 — 良睦路 | 2020年4月23日 | 6.52km  | 4          | 后通段   |
| 善贤 — 姑娘桥 | 2020年4月23日 | 30.86km | 21         | 后通段   |
| 火车南站      | 2020年6月30日 | —       | 1          | 遗留站   |
| 宝善桥        | 2022年4月1日  | —       | 1          | 遗留站   |
| 南湖东        | 2025年1月1日  | 2.03km  | 1          | 二期     |

## 设计
5号线装修设计主题为“杭城文脉”，以大运河波纹元素为切入点，5号线全线标准站站台的吊顶也都是波浪起伏，代表着京杭大运河文化脉络的延续。形成独一无二的风格。
- 5号线车站的标准装饰为波浪形蓝带拱顶，图为拱宸桥东站
- 将西湖元素与茶文化相结合的绿汀路站
- 采用圆形闪烁星空LED的创景路站站厅
- 采用橙色装饰，与杭州师范大学仓前校区校舍呼应的杭师大仓前站
- 提取小河直街的油纸伞元素的和睦站
- 采用米黄色装饰的浙大紫金港站
- 采用绿光芭蕉叶构造的杭氧站
- 采用徽派建筑风格装饰的江城路站站厅
- 提取江潮的动态曲线为设计元素的长河站
- 提取莲花的荷叶造型的人民广场站
- 融入杭州市树香樟树的树叶设计的姑娘桥站

## 换乘车站

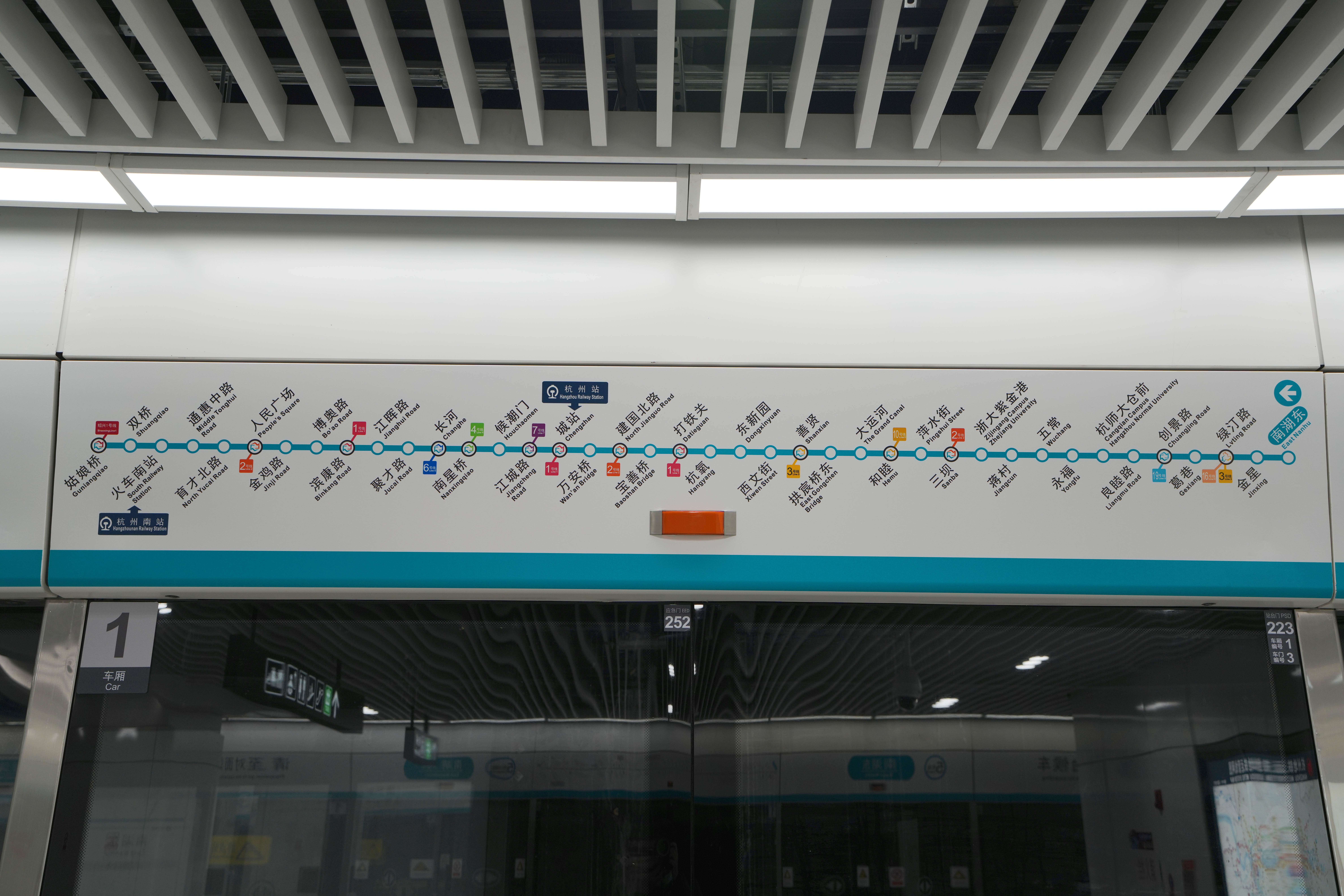
5号线站名表，摄于南湖东站

- 滨康路站、城站站、打铁关站 - 与 █ 1号线換乘
- 人民广场站、建国北路站、三坝站 - 与 █ 2号线換乘
- 绿汀路站、善贤站 - 与 █ 3号线換乘
- 南星桥站 - 与 █ 4号线換乘
- 长河站 - 与 █ 6号线換乘
- 江城路站 - 与 █ 7号线换乘
- 和睦站 - 与 █ 10号线换乘
- 绿汀路站 - 与 █ 16号线換乘
- 创景路站 -与 █ 19号线换乘
- 姑娘桥站 - 与 █ 绍兴1号线換乘

## 使用列车

### 一期列车
- 厂商型号：杭州地铁PM126型地铁列车
- 车辆外观设计： 西班牙 LKS Diara 工业设计有限公司
- 列车整体设计： 中国 中车南京浦镇车辆有限公司
- 制造厂商：杭州中车车辆有限公司
- 制造年份：2018 ~ 2020
- 外观特征：列车采用鼓形车体设计，车头形状与2/4号线列车类似，但底部更为凸出，且涂装完全不同；以黑、白、青色为主色调，侧边以大片青色底色配黑色长方形窗框，类似港鐵市區綫願景列車的侧边样式；车头绘制杭港地铁LOGO。
- 车体材质：铝合金车体
- 列车编组：6节AH型编组（4M2T，Tc+Mp+M+M+Mp+Tc）
- 车体尺寸：长：19.52 m × 宽：3.08 m × 高：3.8 m[24]
- 车门宽度：1.4 m
- 供电制式：架空接触网供电，DC 1500 V
- 最高运营速度：80 km/h
- 额定载客量：1584人
- 极限载客量：2260人
- 电气牵引系统：
  - 中车株洲电机制 YQ-190-8M、YQ-190-8N 型 鼠笼式三相异步交流牵引电动机（额定功率：190 kW，4×4台）
  - 株洲中车时代电气制 t Power-TN3 (UR1/JP30) 型 IGBT-VVVF 逆变器（1C4M1群方式控制，4组，型号附加代码有待确认）
  - 株洲中车时代电气制 t Power-AA26 (JR4) 型 IGBT-SIV（2台）
- 转向架：中车南京浦镇车辆制 PW-80E-Ⅱ 型无摇枕式空气弹簧转向架（6×2台）
- 车辆总数：共61列，合计366辆。
- 设施特征：该批列车所有车门上设置有42寸LCD屏幕路线图，车厢两端设有LCD信息屏，车头设有LED方向幕显示终到站；车厢侧面窗户上设置有紧急通风窗。

- PM126型列车外观
- PM126型列车内饰
- PM126型列车车厢两端的LCD屏幕
- PM126型列车车门上方的LCD屏幕动态线路图
- PM126型列车侧面的通风窗

### 增购列车
- 厂商型号：杭州地铁PMAAD型地铁列车
- 车辆外观设计： 西班牙 LKS Diara 工业设计有限公司
- 列车整体设计： 中国 中车南京浦镇车辆有限公司
- 制造厂商：杭州中车车辆有限公司
- 制造年份：2024 ~ 2025
- 外观特征：列车采用鼓形车体设计，涂装与一期列车一致，车体部分细节与一期列车有细微差异
- 车体材质：铝合金车体
- 列车编组：6节AH型编组（4M2T，Tc+Mp+M+M+Mp+Tc）
- 车体尺寸：长：19.52 m × 宽：3.08 m × 高：3.8 m[24]
- 车门宽度：1.4 m
- 供电制式：架空接触网供电，DC 1500 V
- 最高运营速度：80 km/h
- 额定载客量：1584人
- 极限载客量：2260人
- 电气牵引系统：
  - 中车株洲电机制 TGJ50S24-9 型永磁同步牵引电机（额定功率：190 kW，4×4台）
  - 株洲中车时代电气制 t Power-TN34 (UR1/JP24) 型 IGBT-VVVF 逆变器（1C1M4群方式控制，4组）
  - 株洲中车时代电气制 t Power-AA26 (JR4) 型 IGBT-SIV（2台）
- 转向架：中车南京浦镇车辆制 PW-80E-Ⅱ 型无摇枕式空气弹簧转向架（6×2台）
- 车辆总数：共9列，合计54辆。
- 设施特征：该批列车所有车门上设置有43寸LCD屏幕路线图，车厢两端设有LCD信息屏，样式略不同于一期列车，车头设有LED方向幕显示终到站；车厢侧面窗户上设置有紧急通风窗。

## 历史
在最初规划中，5号线为一条由西至东南的线路。该线西起西湖区教工路，南至杭州南站，全长48千米，预计2020年建成。
2013年6月20日，国家发改委正式批复《杭州市城市轨道交通近期建设规划（2013-2019年）》，其中包括杭州地铁5号线一期工程。按照规划，杭州地铁5号线一期工程于2013年8月底完成工程可行性报告；2013年底完成初步设计；2014上半年开工建设；2019年底建成通车。
- 2013年10月15日，5号线一期工程香樟路（现姑娘桥站）-科技岛（现绿汀路站）开始二次环评公示，根据环评公示，杭州地铁5号线一期工程工期60个月，预计2019年试运营。
- 2014年8月25日，可行性研究报告获浙江省发改委批复。
- 2014年10月15日，初步设计获浙江省发改委批复。
- 2014年12月20日，仓前站、常二路站、杭师大站正式开工，标志着杭州地铁5号线一期工程正式开工。[12]
- 2015年8月27日，杭师大站开始基坑开挖，这是杭州地铁5号线一期工程第一个进入基坑开挖的车站。
- 2016年7月7日，杭师大站至常二路站区间工程继左线隧道贯通后，同年8月2日，区间右线隧道也顺利贯通，成为杭州地铁5号线一期工程首个实现双线贯通的区间隧道。
- 2017年4月18日，中央公园站至仓前站区间右线盾构机在中央公园站顺利始发。
- 2017年7月，建国北路站、江南大道站、沈半路站主体工程施工需要，沿线机动车道进行交通管制。
- 2017年9月，二期工程初步设计获浙江省发改委批复，杭州地铁5号线二期工程起于绿汀路站、终到创新路站，全长3.2千米，即将开工建设，预计与2019年底与杭州地铁5号线一期工程同步建成投入使用。
- 2018年4月15日，中央公园站至仓前站区间双线贯通。
- 2018年6月8日，杭州市地铁集团有限责任公司发布了杭州地铁5号线一期、二期38座车站拟定站名方案，并向社会征求意见。
- 2018年11月8日，5号线38座车站正式定名，其中有22个站名与工程名不同。
- 2018年11月，5号线西北段（创景路-善贤）的隧道全线贯通[26]。
- 2018年12月27日，5号线首列车运抵五常车辆段。
- 2019年6月24日下午15:00，良睦路-善贤区段开通[8]。
- 2019年9月16日上午，5号线剩余段（绿汀路-创景路，善贤-姑娘桥）隧道全线贯通[27]。
- 2019年11月17、18日，金星站-绿汀路站及长河站-姑娘桥站区段相继送电成功[28]。
- 2020年1月18日，开始按全线运行图试运行，所有列车在善贤站不进行站前折返，而是清客后继续开往姑娘桥方向。
- 2020年4月23日下午16:30，金星-良睦路与善贤-姑娘桥区段开通，其中宝善桥站及火车南站站暂缓开通[29]。
- 2020年6月30日，火车南站站开通运营。
- 2022年4月1日，宝善桥站开通运营。
- 2024年1月6日凌晨3:30，金星-南湖东双向热滑成功。
- 2025年1月1日首班车起，南湖东站投入服务。

## 事件与事故
- 2017年6月27日16点30分，万安桥站工地施工单位在围挡范围内进行集水坑施工时挖机不慎将直径500MM的燃气管挖破，影响1家公建用户，民用气不受影响。地铁集团与相关单位接报后立即启动应急预案，关闭燃气阀门，进行抢修。事故没有造成人员伤亡。[30]
- 2018年10月17日15点30分左右，5号线右线南星桥站往长河站过江隧道（由北向南）掘进盾构工作位置的上方出现大量不明泡沫翻涌。市建委经调查分析，确定江面泡沫为地层中释放的沼气夹带施工盾构润滑用的发泡剂引起，隧道及左右线盾构机均处于安全状态，对周边取水口、海塘、桥梁等安全均无影响。17点半左右，白色泡沫消失，施工单位暂停该处的施工。[31]
- 2019年8月16日，5号线城站站靠近杭州站引桥下的工地发生地面塌陷事故，事故导致一辆槽罐车侧翻，但未造成人员伤亡。[32]
- 2019年8月28日上午10点左右，5号线宝善桥站至建国北路站联络通道施工发生渗漏水，导致建国北路（体育场路-凤起路段，位于滨河广场，公交建国北路宝善桥站）发生路面坍塌，并造成旁边的树园小区31幢发生开裂，伴随有部分燃气夹带尘土泄漏。市地铁集团立即组织抢险，封闭建国北路（体育场路-凤起路段）道路及人员通行。事件未造成人员伤亡[33]，但导致树园小区31幢成为危楼（该楼于同年10月12日拆除[34]）。2019年11月23日，该区段修复完毕[35]。此事故导致5号线东段未能按照计划于2019年年底开通[36]。
- 2019年9月29日凌晨1时许，候潮门站拆卸盾构机台车作业过程中发生千斤顶倾倒，导致装卸中的台车侧滑撞伤2名作业中的工人，其中1人伤势较重经抢救无效死亡。[37]